# EC50

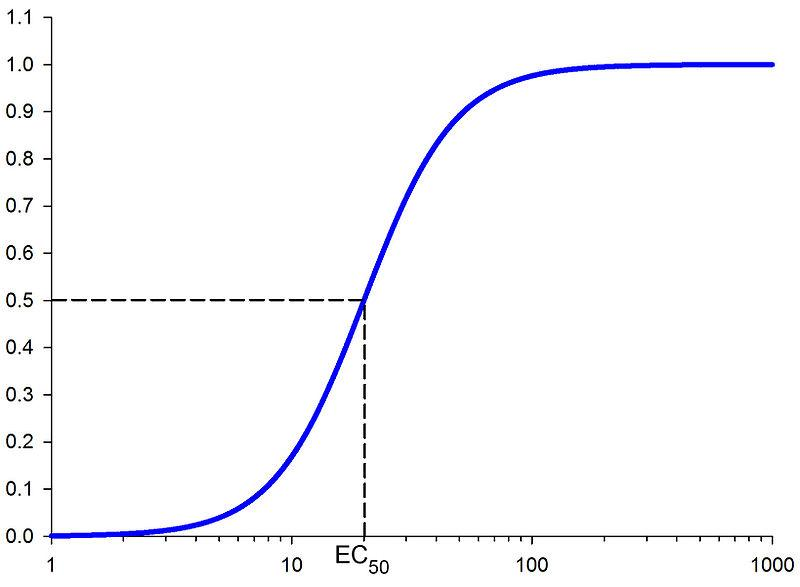
A típica curva sigmoidal "concentração-efeito" é um gráfico que ilustra a relação entre o efeito e a concentração, geralmente representado na forma de uma curva em S

A concentração do fármaco que induz metade do efeito máximo (EC50) refere-se à concentração na qual uma droga, anticorpo ou toxina induz uma resposta na metade entre a taxa inicial e a máxima após um tempo especificado de exposição. É usada normalmente como medida da potência de uma droga
O EC50  de uma curva de dose-resposta graduada representa a concentração do composto para qual 50% do efeito é observado.
O EC50  de uma curva de dose-reposta quantal representa a concentração para qual 50% da população exibe uma resposta, após uma duração de exposição especificada.
Ele é também relacionado com o IC50, que é uma media da inibição de um composto (50% de inibição). Para ensaios de ligação competitiva e ensaios de agonistas funcionais, o IC50 é a medição sumária mais comum da curva de dose-reposta. Para ensaios de agonista/estimulador a medição sumária mais comum é o  EC50.
Uma pequena mudança na concentração de ligante tipicamente resulta em mudanças rápicas em sistemas biológicos, seguindo uma função sigmoidal .O ponto de inflexão no qual o aumento na resposta com aumento na concentração de ligante começa a diminuir é o EC50, que pode ser determinado matematicamente como uma derivação dada linha de correlação. Enquanto contar com um gráfico para estimativas é mais conveniente, esse método típico rende resultados menos acurados e menos precisos.
Existe uma variedade de valores de EC 50 para medicamentos, expresso através de unidades molares (M), onde M é um equivalente de 1  mol / L. Portanto, é muitas vezes mais prático referir-se aos valores logaritmicamente transformados (p EC 50) em vez de apenas EC 50 :
{\displaystyle pEC50=-\log _{10}(EC50)}

## Equação e Cálculo de EC50
Muitas equações diferentes podem ser usadas para derivar um EC50. Uma função possível é:
onde Y é o valor observado, Bottomé o menor valor observado, Top é o maior valor observado, e o coeficiente de Hill fornece o maior valor absoluto do declive da curva.
A resposta ou efeito, E, depende tanto da ligação do fármaco como do receptor ligado ao fármaco. O agonista que se liga ao receptor e inicia a resposta é geralmente abreviado A ou D. Em baixas concentrações de agonista, [A], a resposta, E é incomensuravelmente baixa, mas em [A] superior, E torna-se mensurável. E aumenta com [A] até suficientemente alto [A], quando E se estabiliza em direção a uma resposta assintótica máxima atingível, E max . O [A] no qual E é 50% de E max é denominado a metade da concentração efetiva máxima e é abreviado como EC 50 ou raramente [A] 50 .
A função da concentração do agonista, [A], está relacionada com a equação de Hill que associada ao EC 50 temos:
{\displaystyle E={\frac {Emax}{1+\left({\frac {EC50}{[A]}}\right)^{n_{H}}}}}
O EC 50 representa o ponto de inflexão da equação de Hill, além do qual aumentos de [A] têm menos impacto sobre E. Nas curvas de resposta à dose, o logaritmo de [A] é frequentemente obtido, transformando a equação de Hill em uma função logística sigmoidal. Nesse caso, o EC 50 representa a seção ascendente da curva sigmóide.

## EC50, afinidade e eficácia
A potência de um medicamento depende de sua afinidade e eficácia.
Sendo que a afinidade descreve o quão bem um medicamento pode se ligar a um receptor. A ligação mais rápida ou mais forte é representada por uma afinidade mais alta ou, de forma equivalente, uma constante de dissociação mais baixa. O EC 50 não deve ser confundido com a constante de afinidade, K d. Enquanto o primeiro reflete a concentração de droga necessária para um nível de resposta do tecido, o último reflete a concentração de droga necessária para uma quantidade de ligação ao receptor, e enquanto menor o K d maior será a afinidade.
Já a eficácia corresponde a relação entre a ocupação do receptor e a capacidade de iniciar uma resposta em nível molecular, celular, de tecido ou de sistema, onde a eficácia máxima é representada pelo EC 50. Por esse motivo, o EC50 está totalmente relacionado com a definição de potência, a qual a partir de doses comparativas de drogas permite analisar a afinidade do fármaco com seu respectivo receptor, em outras palavras, uma menor concentração da droga necessária para atingir metade do efeito é considerada potente.

## Limitações
Os efeitos de um estressor ou droga dependem, de forma geral, do tempo de exposição. Sendo assim, o EC50 (e estatísticas semelhantes) ocorrerão em função do tempo de exposição. O formato exato dessa função do tempo vai depender do estressante, do mecanismo de ação, do organismo exposto, etc. Essa dependência temporal dificulta a comparação de potência ou toxicidade entre compostos e entre diferentes organismos.